# 傑列維亞涅 (卡緬涅茨-波多利斯基區)
48°42′41″N 26°50′8″E / 48.71139°N 26.83556°E
傑列維亞涅（烏克蘭語：Дерев'яне），是烏克蘭的村落，位於該國西部赫梅利尼茨基州，由卡緬涅茨-波多利斯基區負責管轄，面積2.8平方公里，2001年人口403，人口密度每平方公里141.8人。